# Тоді (муніципалітет)
Тоді (італ. Todi) — муніципалітет в Італії, у регіоні Умбрія,  провінція Перуджа.
Тоді розташоване на відстані близько 100 км на північ від Рима, 37 км на південь від Перуджі.
Населення — 16 981 особа (2014).

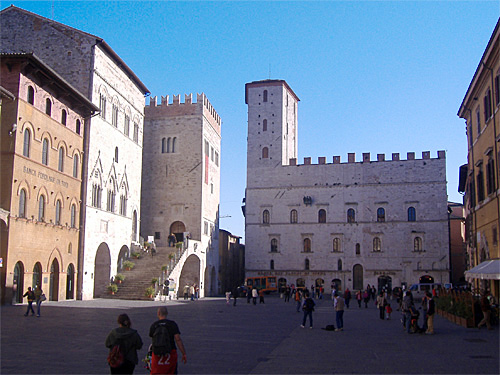

Щорічний фестиваль відбувається 14 жовтня. Покровитель — San Fortunato.

## Демографія
Населення за роками:

Станом на 1 січня 2023 року в муніципалітеті офіційно проживало 1538 іноземців з 82 країн, серед них 518 громадян країн Євросоюзу та 60 громадян України.

## Сусідні муніципалітети
- Аккуаспарта
- Авільяно-Умбро
- Баскі
- Коллаццоне
- Фратта-Тодіна
- Гуальдо-Каттанео
- Маршіано
- Масса-Мартана
- Монте-Кастелло-ді-Вібіо
- Монтеккьо
- Орв'єто
- Сан-Венанцо

## Галерея зображень

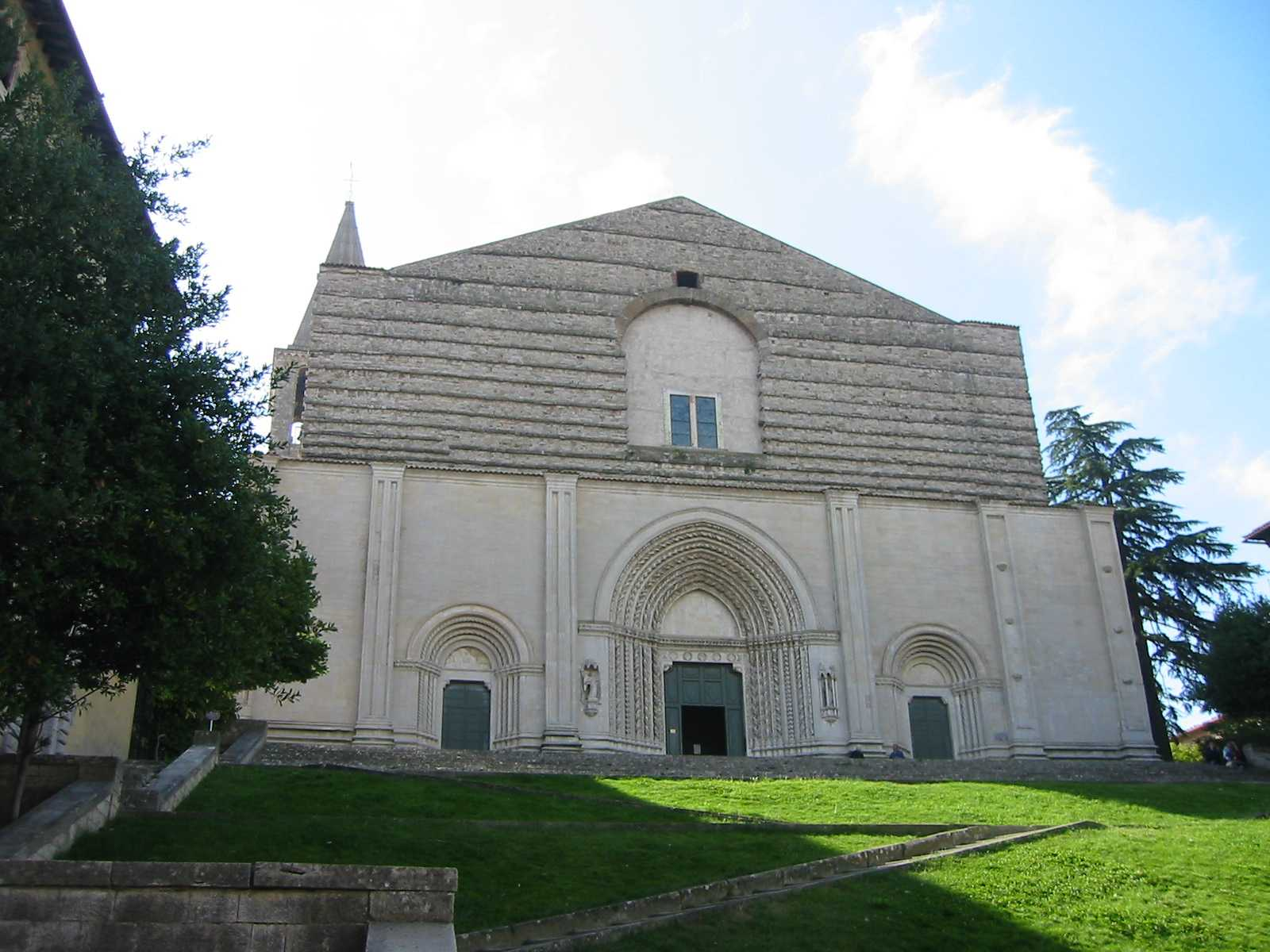
San Fortunato
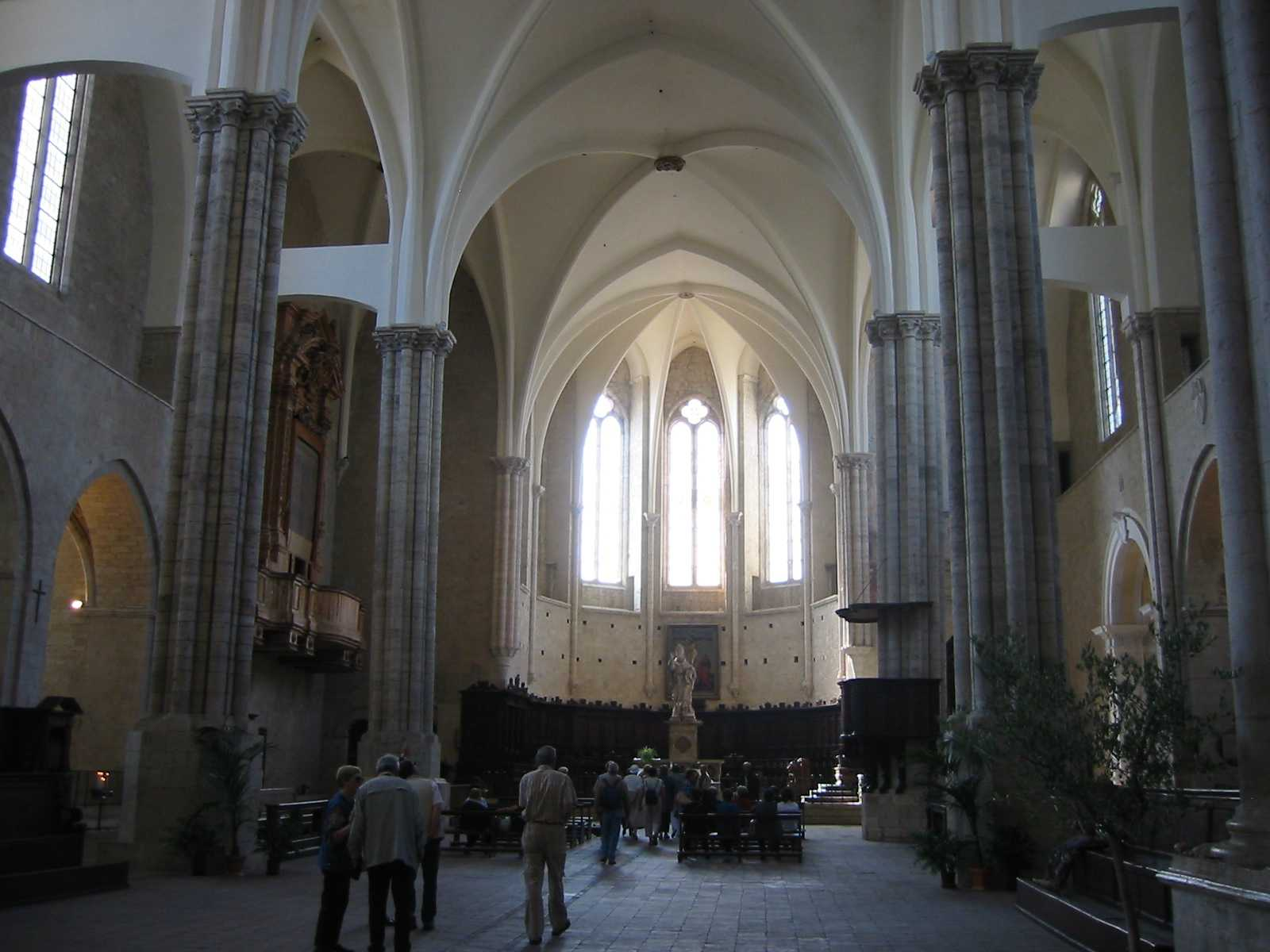
San Fortunato (всередині)
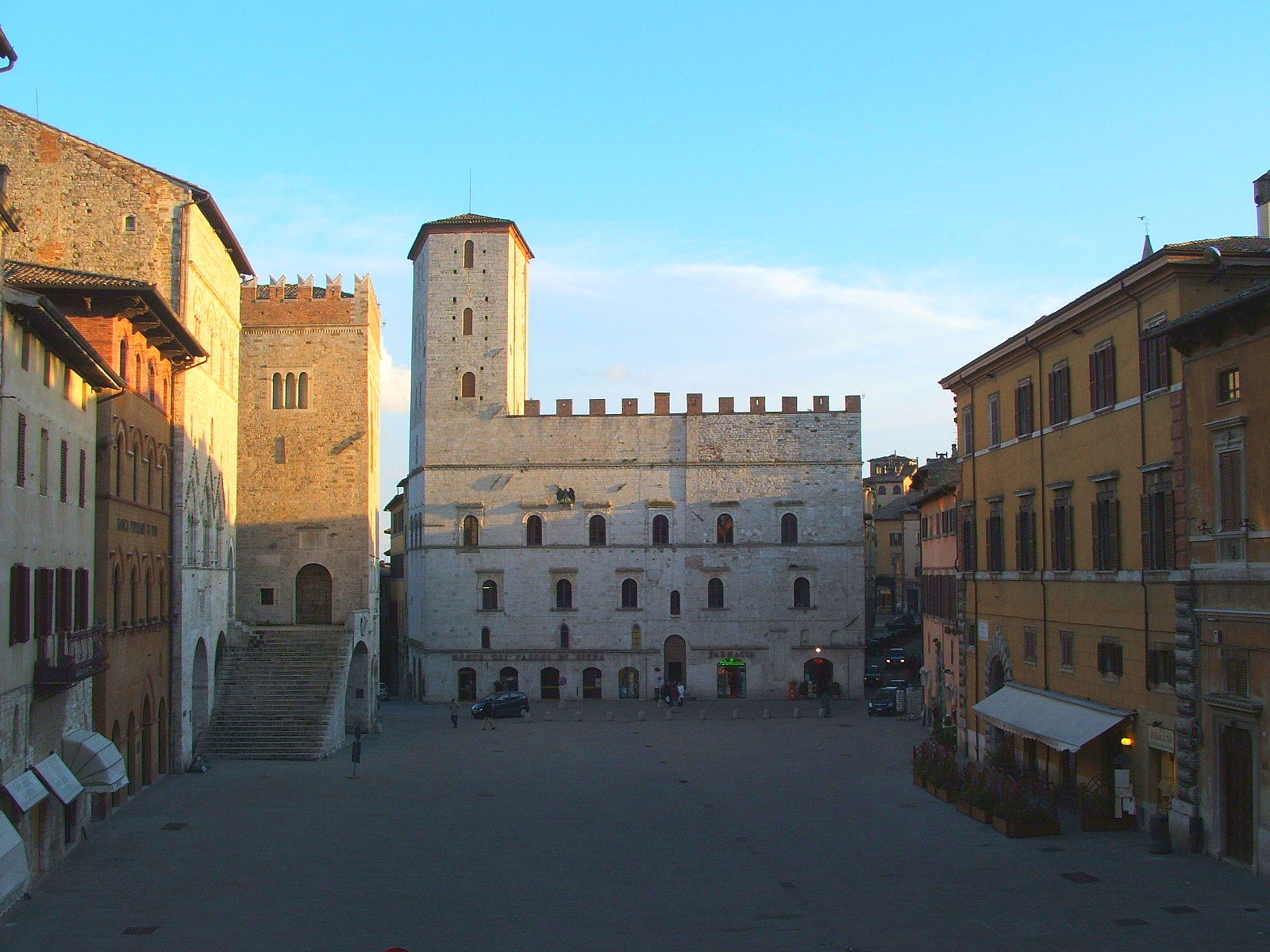
Il Palazzo dei Priori.
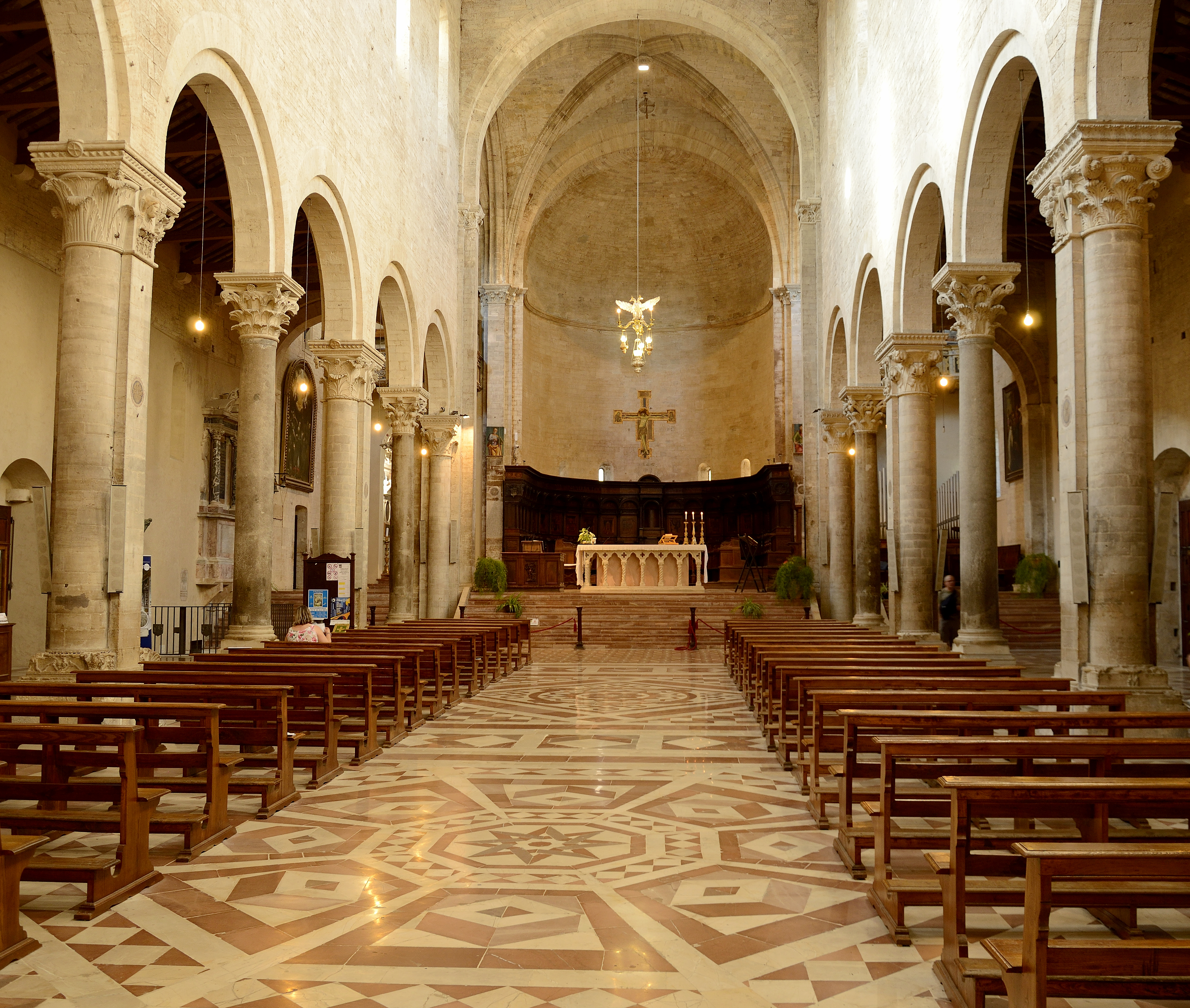
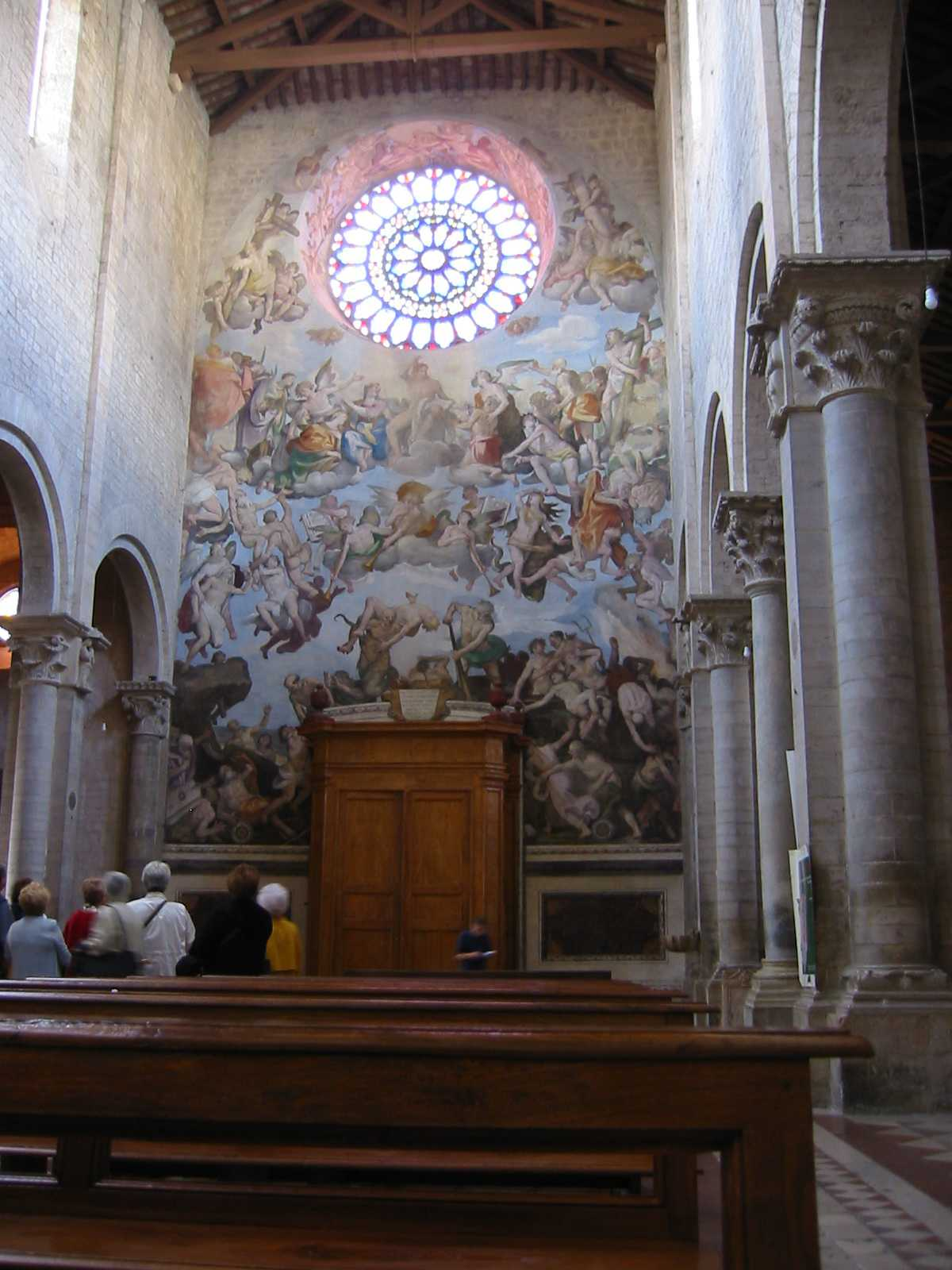
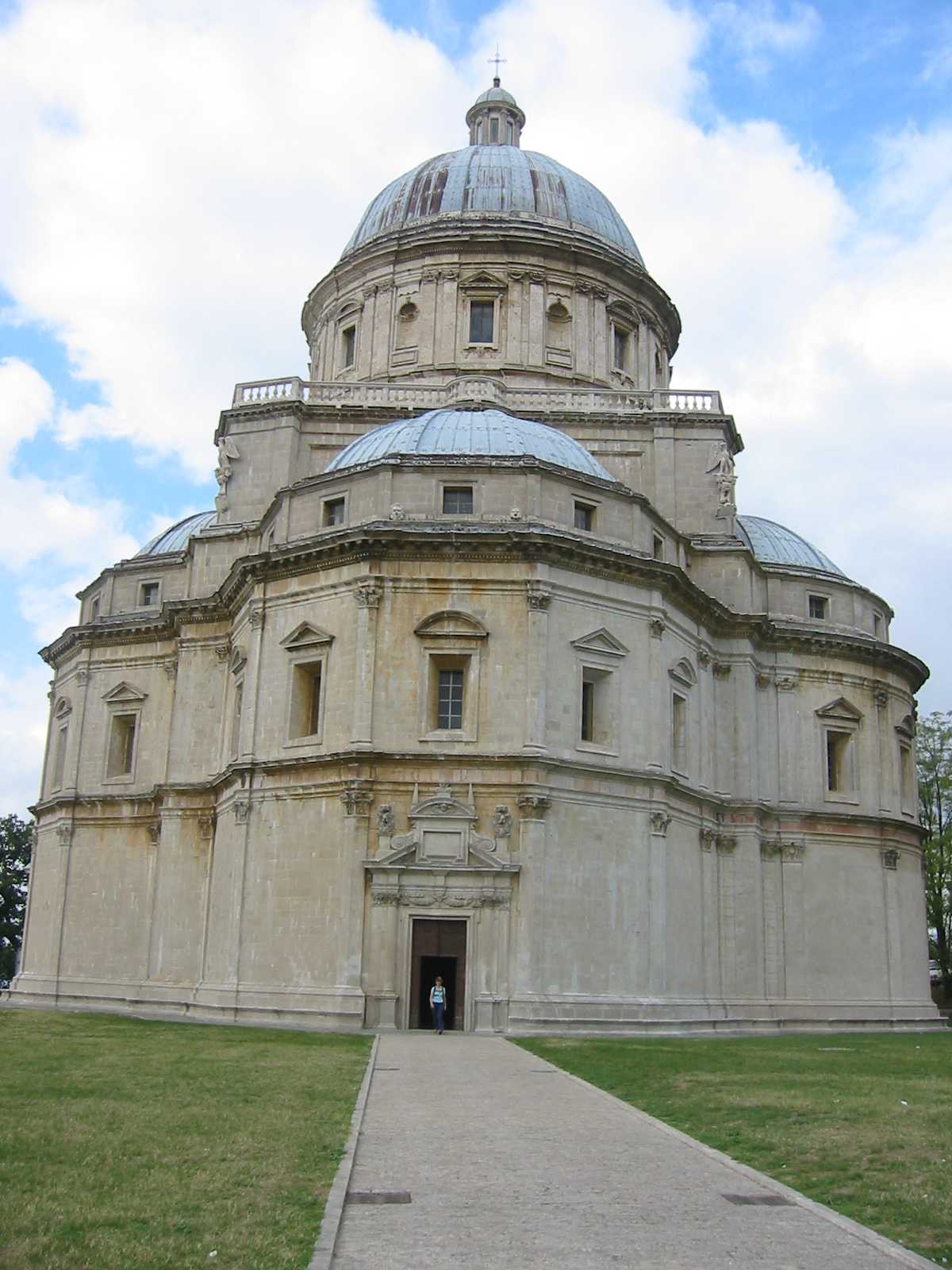
Церква Santa Maria della Consolazione.
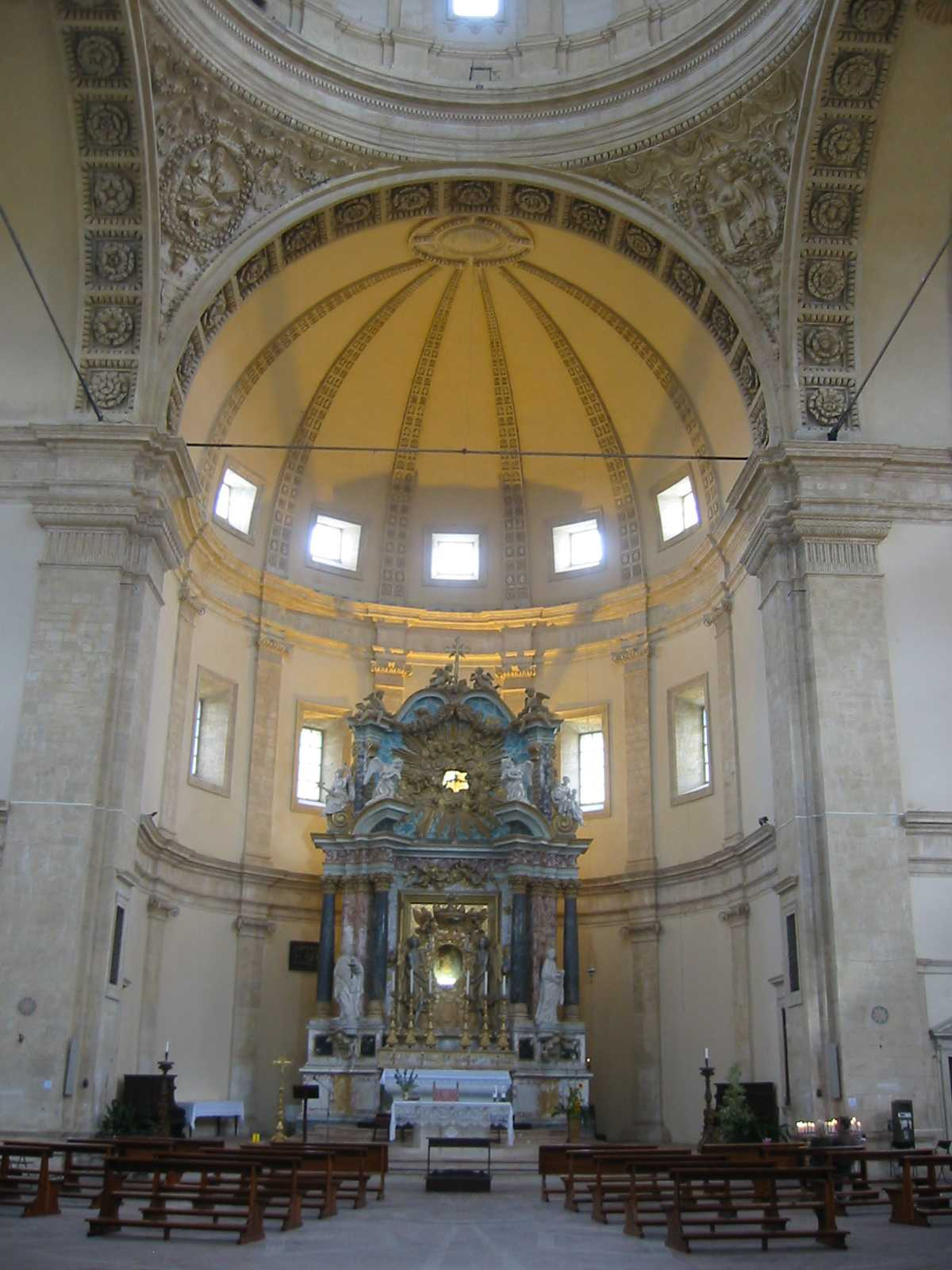
Всередині церкви Santa Maria della Consolazione.
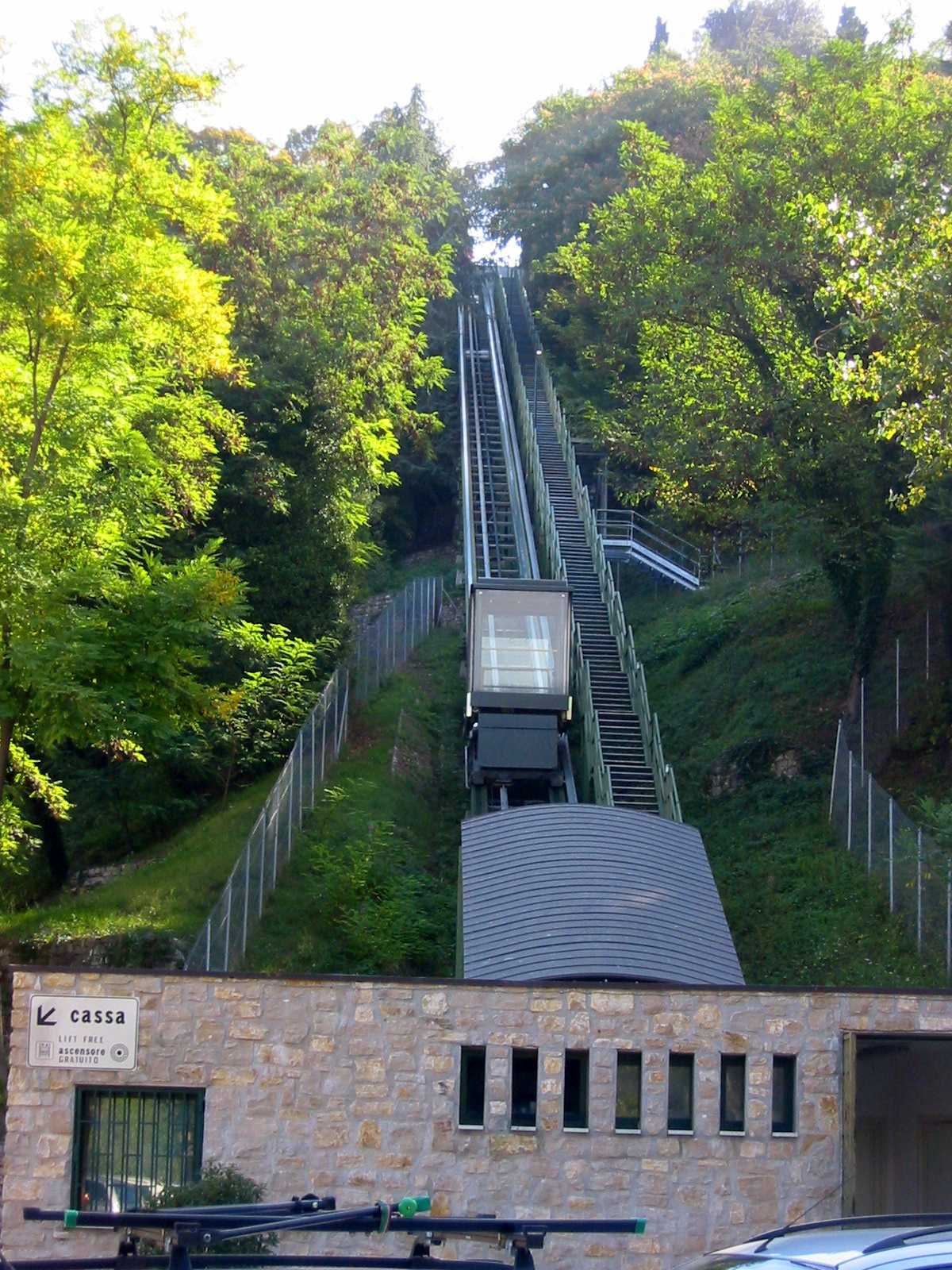
Підйомник до історичного центру.
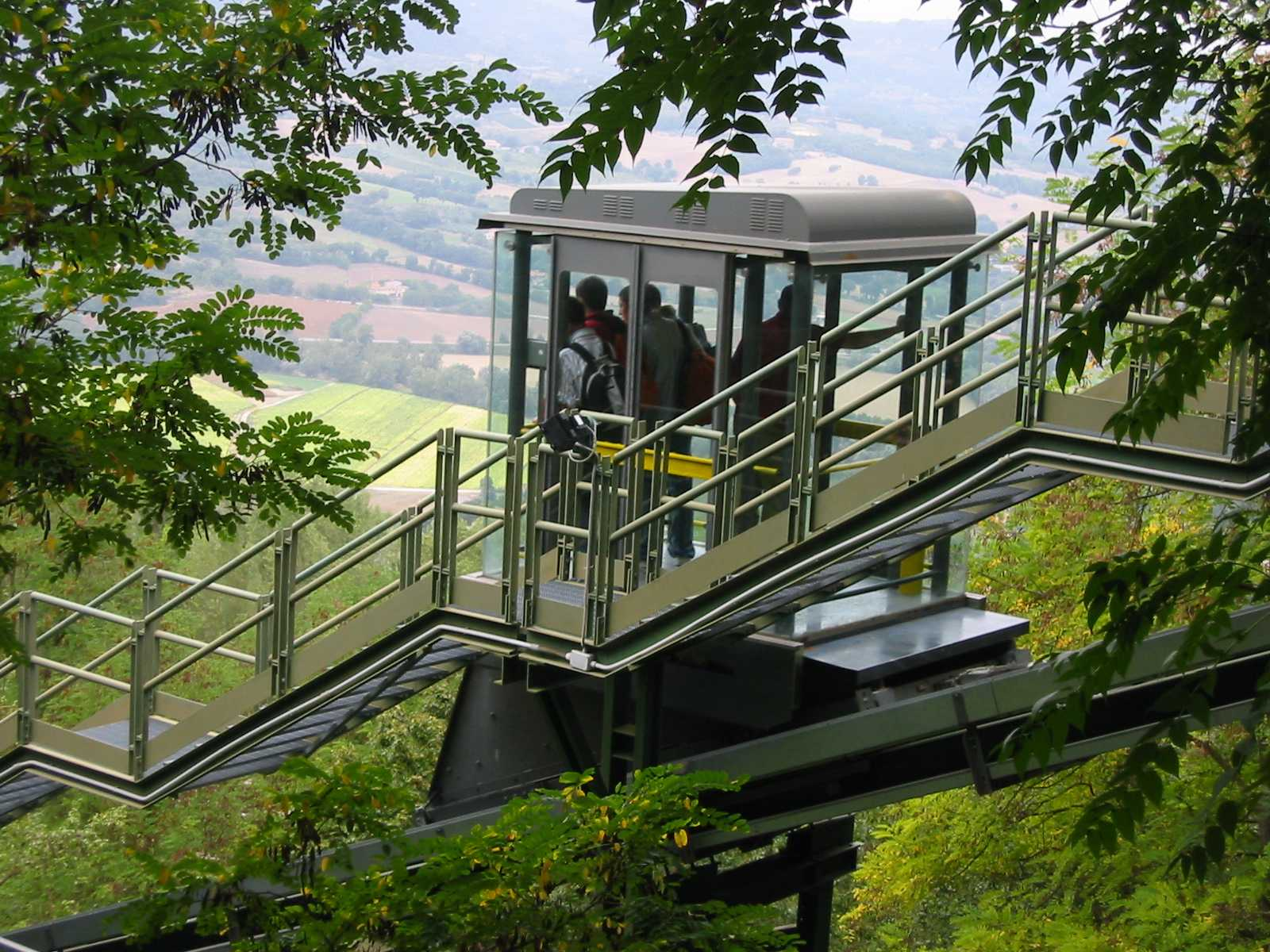
Підйомник до історичного центру (інший ракурс).
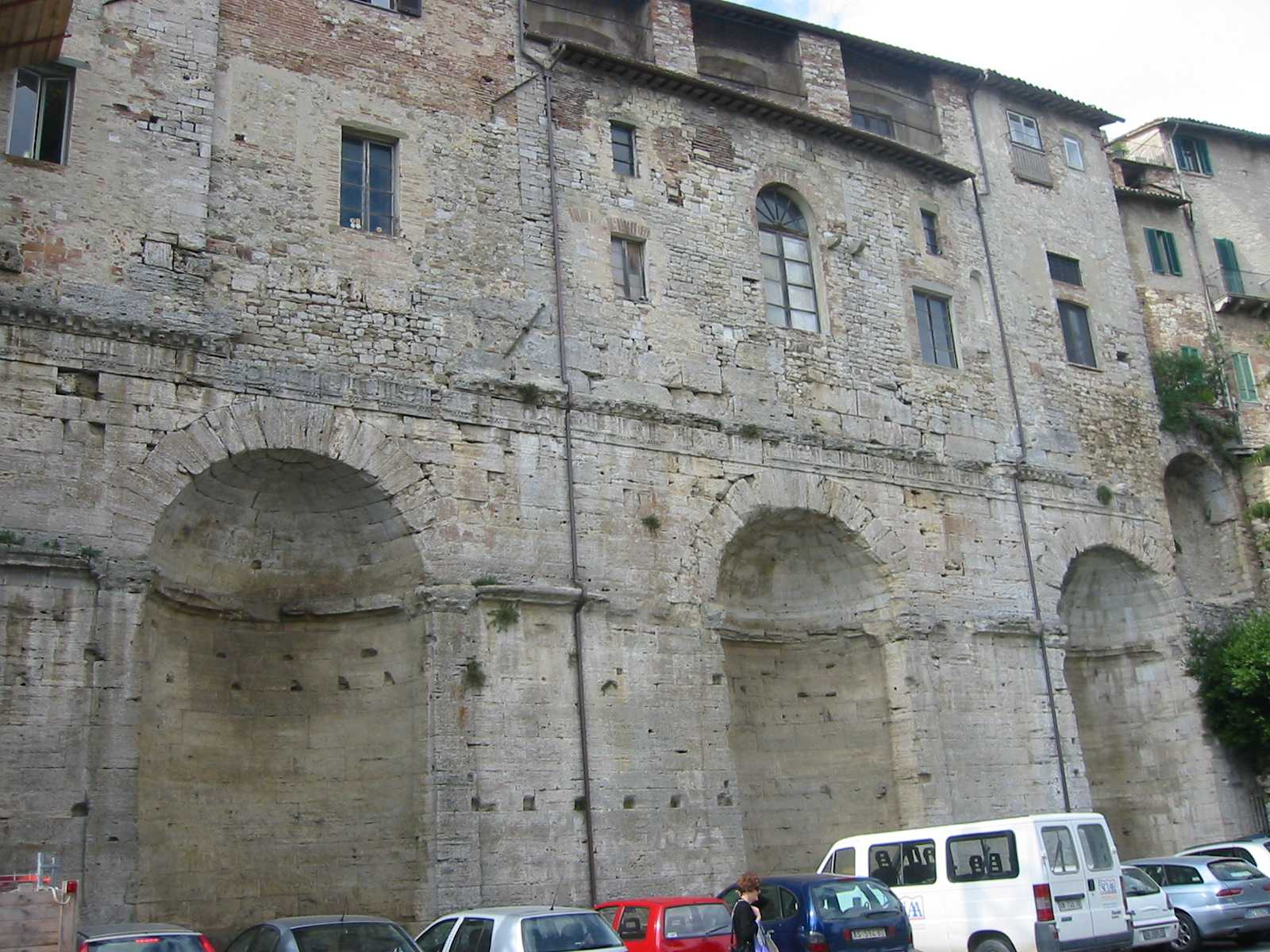
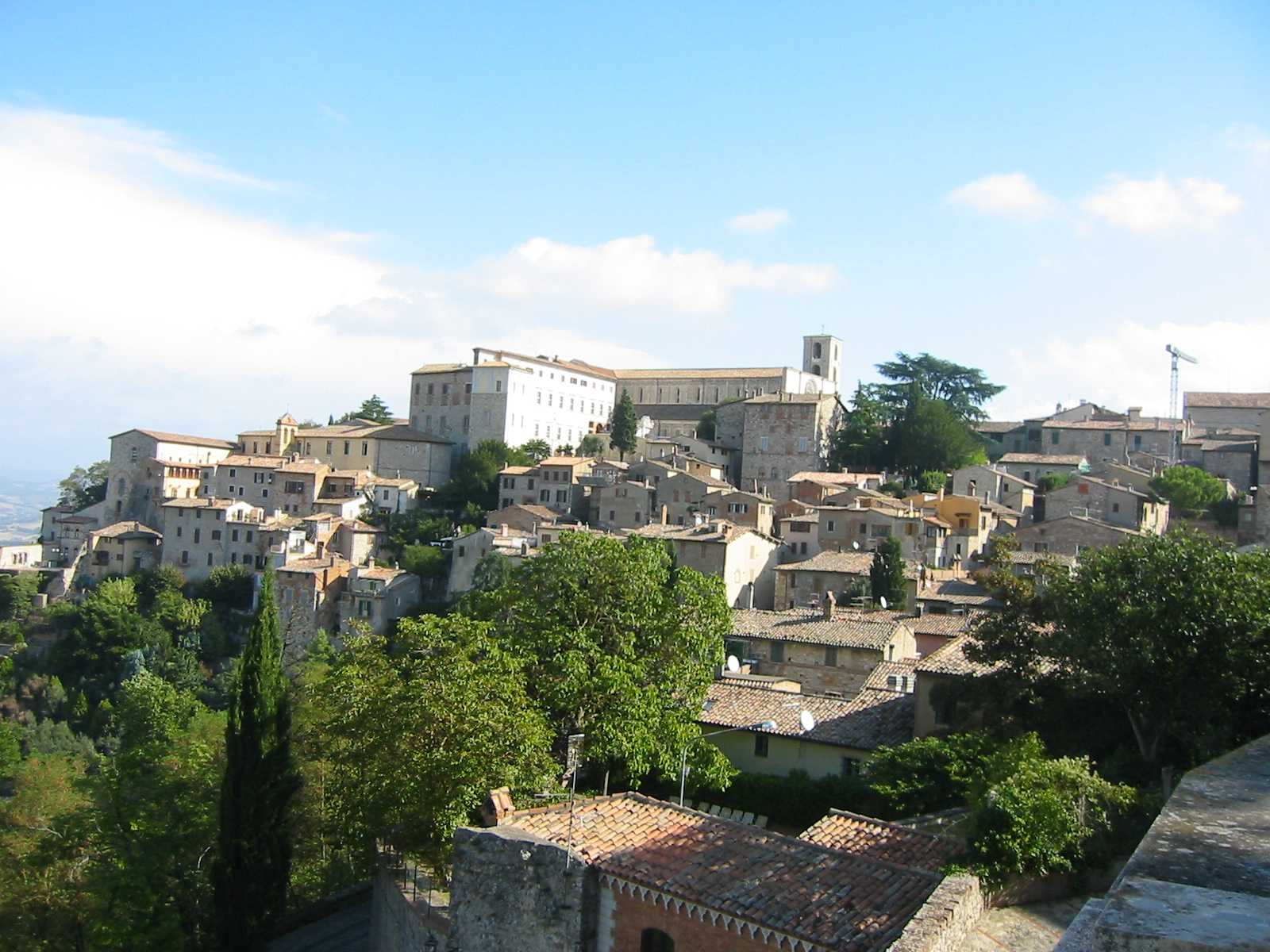
Панорама міста